# ميزان الاعتدال في نقد الرجال
ميزان الاعتدال في نقد الرجال هو كتاب في الجرح والتعديل ألفه الحافظ أبي عبد الله محمد بن أحمد بن عثمان بن قايماز شمس الدين الذهبي، وهو كتاب جامع لنقد رواة الآثار حاو لتراجم ائمة الأخبار، ألفه الذهبي بعد تأليفه «المغني في الضعفاء» الذي اعتمد فيه على كثير من المراجع، وقد زاد في «الميزان» رجالا لم يكن ذكرهم في «المغني»، وقد ذكر المؤلف في الكتاب الرواة: الكذابين، والمتروكين، والضعفاء، وعلى الحفاظ الذين في دينهم رقة، وعلى من يقبل في الشواهد، وعلى الصادقين أو المستورين الذين فيهم لين، والمجهولين، والثقات الذين تكلم فيهم من لا يلتفت إليه. قال الذهبي: «قد احتوى كتابي هذا على ذكر الكذابين والوضاعين، ثم على المحدثين الصادقين أو الشيوخ المستورين الذين فيهم لين ولم يبلغوا رتبة الأثبات المتقنين، ثم على خلق كثير من المجهولين».

## أسماء الكتب التي أشار اليها الذهبي في كتابه ميزان الاعتدال، والتي أخذ عنها تسلسل الرواة
- كتاب «كتاب الضعفاء الكبير» لأبي جعفر محمد بن عمرو بن موسى بن حماد العقيلي المكي (توفي 322 هـ).
- كتاب «المجروحين من المحدثين» للحافظ محمد بن حبان البستي (تو 354 هـ).
- كتاب «الكامل في ضعفاء الرجال» للإمام الحافظ أبي أحمد عبد الله بن عدي الجرجاني (توفي 365 هـ).
- كتاب «الضعفاء» لمحمد بن الحسين أبي الفتح الأزدي (توفي 367 هـ).
- كتاب «الضعفاء والمتروكين (للدارقطني)» لعلي بن عمر الدارقطني (توفي 385 هـ).
- كتاب «الضعفاء» لمحمد بن أحمد بن أبي أحمد الحاكم (توفي 378 هـ).
- كتاب «الذيل على الكامل» لمحمد بن طاهر أبي الفضل المقدسي (توفي 507 هـ).
- كتاب «الضعفاء والمتروكين» لعبد الرحمن بن علي أبي الفرج بن الجوزي (توفي 597 هـ).
- كتاب «ذيل ديوان الضعفاء والمتروكين» للذهبي (توفي 748 هـ).

## عدد تراجمه
فيه من التراجم (11053) ترجمة.

## علماء الجرح والتعديل الذين نقل عنهم
نقل عن (329) عالماً من الموارد الخطية، ونقل شفوياً عن (65) عالماً.
وإليك من ذكرهم في أكثر من مئة ترجمة حسب عدد ورودهم وما بين القوسين فهو عدد التراجم التي ذكر فيه:
أبو حاتم (2834)
ابن معين (1641)
ابن عدي (1263)
البخاري (1115)
الدارقطني (1069)
ابن حبان (999)
النسائي (987)
أحمد بن حنبل (866)
أبو الفتح الأزدي (628)
العقيلي (571)
أبو زرعة الرازي (464)
الخطيب البغدادي (385)
أبو داود (371)
علي بن المديني (353)
يحيى القطان (209)
الحاكم (171)
الفلاس (136)
الجوزجاني (146)
ابن الجوزي (143)
الترمذي (132)
ابن سعد (111)
ثم يأتي بعدهم:
العجلي (97)

## المخطوطات
من المخطوطات المعتمدة في طبعة دار الرسالة العالمية في دمشق مخطوطة كتبت بخط المصنف نفسه وهي محفوظة في مكتبة الزاوية الناصرية في تمكروت التابعة لمخطوطات الأوقاف المغربية.